# Шлезвиг-Холщайн-Готорп
Шлезвиг-Холщайн-Готорп (Готорф) (на немски: Schleswig-Holstein-Gottorf; Schleswig-Holstein-Gottorp) е херцогство на Свещената Римска империя в днешна Германия от 1544 до 1773 г.
От Дом Готорп произлизат между 1751 и 1818 г. четирима шведски крале и от 1762 г. руските царе.

## История
Създава се от херцогствата Шлезвиг-Холщайн. Управлява се от династията Дом Олденбург с резиденция в дворец Готорп, по-късно в Килския дворец.
След смъртта на крал Фридрих I от Дания и Норвегия († 1533, Готорп) неговият трети син Адолф I става от 1544 г. херцог на Шлезвиг-Холщайн-Готорп до 1586 г. Малкото разпокъсано херцогство става важна сила в Северна Европа.
През 1665 г. Християн Албрехт подарява Християн-Албрехт-Университет в Кил. Херцог Фридрих III построява от 1650 до 1664 г. в градината на двореца си прочутия „Готорпски голям глобус“.

## Херцози на Шлезвиг-Холщайн Готорп (1544 – 1762)
- Адолф I (25.1.1526 – 1.10.1586) (1544 – 1586), най-малък син на датския крал Фредерик I 
∞ 1564 за Кристина (1543 – 1604), дъщеря на ландграф Филип I фон Хесен, от която има 8 деца:
  - Фридрих II (21.4.1568 – 15.6.1587) (1586 – 1587), неженен
  - София (1569 – 1634), ∞ 1588 за херцог Йохан VII фон Мекленбург (1558 – 1592)
  - Филип (10.8.1570 – 18.10.1590) (1587 – 1590), неженен
  - Кристина (1573 – 1625), ∞ 1592 за шведския крал Карл IX (1550 – 1611)
  - Йохан Адолф (27.2.1575 – 31.3.1616) (1590 – 1616)
∞ 1596 за Августа (1580 – 1639), дъщеря на датския крал Фредерик II, от която има 7 деца:
    - Фридрих III (22.12.1597 – 10.8.1659) (1616 – 1659)
∞ 1630 за Мария Елизабет (1610 – 1684), дъщеря на саксонския курфюрст Йохан Георг I, от която има шестнадесет деца, но само девет от тях достигат пълнолетие:
      - София Августа (1630 – 1680), ∞ 1649 за княз Йохан VI фон Анхалт-Цербс (1621 – 1667)
      - Магдалена Сибила (1631 – 1719), ∞ 1654 за херцог Густав Адолф фон Мекленбург-Гюстров (1633 – 1695)
      - Мария Елизабет (1634 – 1665), ∞ 1650 за ландграф Лудвиг VI фон Хесен-Дармщат (1630 – 1678)
      - Фридрих (1635 – 1654), неженен
      - Хедвига Елеонора (1636 – 1715), ∞ 1654 за шведския крал Карл X 1622 – 1660)
      - Анна Доротея (1640 – 1713), неомъжена
      - Кристиан Албрехт (3.2.1641 – 6.1.1695) (1659 – 1695), 
∞ 1667 за Фредерика Амалия (1649 – 1704), дъщеря на датския крал Фредерик III, от която има четири деца:
        - София Амалия (1670 – 1710), ∞ 1695 за херцог Август Вилхелм фон Брауншвайг-Волфенбютел (1662 – 1731)
        - Фридрих IV (18.10.1671 – 19.7.1702) (1695 – 1702), 
∞ 1698 за Хедвиг София (1681 – 1708), дъщеря на шведския крал Карл XI, от която има един син:
          - Карл Фридрих (30.4.1700 – 18.6.1739) (1702 – 1739), 
∞ 1725 за Анна Петровна (1708 – 1728), дъщеря на руския император Петър I, от която има един син:
            - Карл Петер Улрих (21.2.1728 – 5.7.1762) (1739 – 1762), император на Русия под името Петър III (1761 – 1762)

        - Кристиан Август (1673 – 1726), 
∞ 1704 за Албертина Фредерика (1682 – 1755), дъщеря на маркграф Фридрих VII Магнус фон Баден-Дурлах, от която има дванадесет деца, осем от които достигат пълнолетие:
          - София (1705 – 1764), абатиса в Херфорд от 1750 г.
          - Карл (1706 – 1727), неженен
          - Фредерика (1708 – 1731), неомъжена
          - Анна (1709 – 1758), ∞ 1742 за принц Вилхелм фон Саксония-Гота-Алтенбург (1701 – 1771)
          - Адолф Фридрих (14.5.1710 – 12.4.1771), епископ на Любек, крал на Швеция (Адолф Фредерик, 1751 – 1771), ∞ 1744 за Луиза Улрика (1720 – 1782), дъщеря на пруския крал Фридрих Вилхелм I
          - Фридрих Август (20.9.1711 – 6.7.1785), граф на Олденбург (1773 – 1777), херцог на Олденбург (1777 – 1785), ∞ 1752 за Улрика Фридерика Вилхелмина (1722 – 1787), дъщеря на принц Максимилиан фон Хесен-Касел
          - Йохана Елизабет (1712 – 1760), ∞ 1727 за княз Кристиан Август фон Анхалт-Цербст (1690 – 1747)
          - Георг Лудвиг (1719 – 1763), ∞ 1750 за София Шарлота (1722 – 1763), дъщеря на Фридрих Вилхелм II фон Шлезвиг-Холщайн-Зондербург-Бек

        - Мария Елизабета (1678 – 1755), абатиса в Кведлинбург от 1710 г.

      - Август Фридрих фон (1646 – 1705), ∞ 1676 за Кристина (1656 – 1698), дъщеря на херцог Август фон Саксония-Вайсенфелс
      - Августа Мария (1649 – 1728), ∞ 1670 за маркграф Фридрих VII Магнус фон Баден-Дурлах

    - Елизабет София (1599 – 1627), ∞ 1621 за херцог Август фон Саксен-Лауенбург (1577 – 1656)
    - Адолф (1600 – 1631), неженен
    - Доротея Август (1602 – 1682), ∞ 1633 за херцог Йоахим Ернст фон Шлезвиг-Холщайн-Зондербург-Пльон (1595 – 1671)
    - Хедвига (1603 – 1657), ∞ 1620 за пфалцграф Август фон Пфалц-Зулцбах (1582 – 1632)
    - Анна (1605 – 1623), неомъжена
    - Йохан (1606 – 1655), ∞ 1640 за Юлия Фелицитас (1619 – 1661), дъщеря на херцог Юлиус Фридрих фон Вюртемберг-Вайлтинген, от която има четири рано починали деца

  - Анна (1575 – 1610), ∞ 1598 за графа на Източна Фризия Ено III (1563 – 1625)
  - Агнеса (1578 – 1627), неомъжена
  - Йохан Фридрих (1579 – 1634), архиепископ на Бремен от 1596, епископ на Любек от 1607.[1]

## Крале на Швеция (1751 – 1818)
- Адолф Фредерик (14.5.1710 – 12.4.1771) (1751 – 1771), втори син на регента на Шлезвиг-Холщайн-Готорп Кристиан Август, епископ на Любек (Адолф Фридрих, до 1751), 
 ∞ 1744 за Луиза Улрика (1720 – 1782), дъщеря на пруския крал Фридрих Вилхелм I, от която има четири деца:
  - Густав III (24.1.1746 – 29.3.1792) (1771 – 1792),
∞ 1766 за София Магдалена (1746 – 1813), дъщеря на датския крал Фредерик V, от която има един син:
    - Густав IV Адолф (1.11.1778 – 7.2.1837) (1792 – 1809),
∞ 1797 (развод 1812) за Фридерика Вилхелмина Доротея (1781 – 1826), дъщеря на кронпринц Карл Лудвиг фон Баден, от която има четири деца:
      - Густав (1799 – 1877), принц Васа,
∞ 1830 (развод 1844) за Луиза (1811 – 1854), дъщеря на великия херцог Карл Лудвиг Фридрих фон Баден, от която има една дъщеря:
        - Каролина (1833 – 1907), ∞ 1853 за краля на Саксония Алберт (1828 – 1902)

      - София Вилхелмина (1801 – 1865), ∞ 1819 за великия херцог Леополд фон Баден (1790 – 1852)
      - Амалия (1803 – 1853), неомъжена
      - Сесилия (1807 – 1844), ∞ 1831 за великия херцог Август фон Олденбург (1783 – 1853)

  - Карл XIII (7.10.1748 – 5.2.1818) (1809 – 1818), регент (1792 – 1796), крал на Норвегия (1814 – 1818), ∞ 1774 за Хедвиг Елизабет Шарлота (1759 – 1818), дъщеря на херцог Фридрих Август фон Олденбург, от която има две починали деца като бебета.
  - Фридрих Адолф (1750 – 1803), неженен
  - Албертина (1753 – 1829), неомъжена.[2]

## Херцози (1777 – 1823) и велики херцози (1823 – 1918) на Олденбург
- Фридрих Август (20.9.1711 – 6.7.1785) (1777 – 1785), трети син на регента на Шлезвиг-Холщайн-Готорп Кристиан Август, граф на Олденбург (1773 – 1777),
∞ 1752 за Улрика Фридерика Вилхелмина (1722 – 1787), дъщеря на принц Максимилиан фон Хесен-Касел, от която има две деца:
  - Петер Фридрих Вилхелм (3.1.1754 – 2.7.1823) (1785 – 1823), неженен
  - Хедвиг Елизабет Шарлота (1759 – 1818), ∞ 1774 за шведския крал Карл XIII (1748 – 1818)
- Георг Лудвиг (1719 – 1763), четвърти син на регента на Шлезвиг-Холщайн-Готорп Кристиан Август,
∞ 1750 за София Шарлота (1722 – 1763), дъщеря на Фридрих Вилхелм II фон Шлезвиг-Холщайн-Зондербург-Бек, от която има двама синове:
  - Вилхелм (1753 – 1774), неженен
  - Петер Фридрих Лудвиг (Петер I) (17.1.1755 – 21.5.1829) (1823 – 1829),
∞ 1781 за Фридерика (1765 – 1785), дъщеря на херцог Фридрих Евгений II фон Вюртемберг-Щутгарт, от която има двама синове:
    - Паул Фридрих Август I (13.7.1783 – 27.2.1853) (1829 – 1853),
∞ (1) 1817 за Аделхайд (1800 – 1820), първа дъщеря на княз Виктор II Карл Фридрих фон Анхалт-Бернбург-Шаумбург-Хойм, от която има две дъщери; ∞ (2) 1825 за Ида (1804 – 1828), втора дъщеря на княз Виктор II Карл Фридрих фон Анхалт-Бернбург-Шаумбург-Хойм, от която има един син; ∞ (3) 1831 за Сесилия (1807 – 1844), дъщеря на шведския крал Густав IV Адолф, от която има един син:
      - (1) Амалия (1818 – 1875), ∞ 1836 за гръцкия крал Отон I (1815 – 1867)
      - (1) Фредерика (1820 – 1891), ∞ 1855 за барон Максимилиан фон Вашингтон (1829 – 1903)
      - (2) Николаус Фридрих Петер (Петер II) (8.7.1827 – 13.6.1900) (1853 – 1900),
∞ 1852 за Елизабет (1826 – 1896), дъщеря на херцог Йозеф фон Саксен-Алтенбург, от която има двама синове:
        - Фридрих Август II (16.11.1852 – 24.4.1931) (1900 – 1918),
∞ (1) за Елизабет (1857 – 1895), дъщеря на пруския принц Фридрих Карл, от която има една дъщеря; ∞ (2) 1896 за Елизабет (1869 – 1955), дъщеря на великия херцог Фридрих Франц II фон Мекленбург-Шверин, от която има един син и две дъщери:
          - (1) София Шарлота (1879 – 1964), ∞ (1) 1906 (развод 1926) за пруския принц Айтел Фридрих (1883 – 1942); ∞ (2) 1927 за Харалд фон Хадеман (1887 – 1951)
          - (2) Николаус (1897 – 1970), ∞ 1921 за Хелена (1899 – 1948), дъщеря на княз Георг Виктор фон Валдек-Пирмонт
          - (2) Ингеборга Аликс (1901 – 1996), ∞ 1921 за принц Стефан фон Шаумбург-Липе (1891 – 1965)
          - (2) Алтбурга (1903 – 2001), ∞ 1922 за княз Йозиас Георг фон Валдек-Пирмонт (1896 – 1967)

      - Елимар (1844 – 1895), ∞ 1876 (морганатичен брак) за Натали, „графиня фон Велзбург“ (1854 – 1937), от която има дъщеря и син, като синът му има трима трима синове и една дъщеря

    - Георг Петер Фридрих (1784 – 1812), ∞ 1809 за великата княгиня Екатерина Павловна (1788 – 1819), дъщеря на руския император Павел I, от която има двама синове, вторият от които има четирима синове и три дъщери.[3]